# Да здравствует свобода
«Да здравствует свобода» (итал. Viva la libertà) — кинофильм режиссёра Роберто Андо, вышедший на экраны в 2013 году.

## Сюжет
Энрико Оливери — лидер оппозиционной итальянской партии, переживающей кризисные времена. Многие критики связывают это с личностью самого Оливери, мрачного и апатичного политика. После того, как на партийном собрании совершенно незнакомая женщина публично обвиняет его в том, что он ведёт партию к гибели, Оливери решает взять паузу и тайно уезжает во Францию, где останавливается у своей старой знакомой. Тем временем, его помощник Андреа Боттини, не зная, что предпринять во избежание шумихи и как объяснить отсутствие шефа, отыскивает его брата-близнеца — философа и недавнего пациента психиатрической лечебницы, известного под именем Джованни Эрнани. Андреа предлагает тому на время заменить Оливери на посту руководителя партии. Очень скоро дружелюбный и стильный Джованни привлекает всеобщее внимание своими нестандартными суждениями и зажигательными речами и вдыхает в партию новую жизнь…

## В ролях
- Тони Сервилло — Энрико Оливери / Джованни Эрнани
- Валерио Мастандреа — Андреа Боттини, личный помощник Оливери
- Валерия Бруни-Тедески — Даниэль
- Микела Ческон — Анна, жена Оливери
- Джанрико Тедески — Фурлан
- Эрик Нгуен — Мунг
- Андреа Ренци — де Беллис
- Джудит Дэвис — Мара
- Брайс Фурнье — Бертран
- Саския Фестер — канцлер
- Массимо де Франкович — президент республики
- Анна Бонаюто — Эвелина Пиледжи

## Награды и номинации
- 2013 — участие в конкурсной программе кинофестиваля в Карловых Варах.
- 2013 — две премии «Давид ди Донателло» за лучший сценарий (Роберто Андо, Анджело Паскини) и за лучшую мужскую роль второго плана (Валерио Мастандреа), а также 10 номинаций: лучший фильм, лучший продюсер (Анджело Барбагалло), лучший актёр (Тони Сервилло), лучшая актриса (Валерия Бруни-Тедески), лучшая актриса второго плана (Анна Бонаюто), лучший монтаж (Клелио Беневенто), лучший грим (Энрико Якопони), лучшие причёски (Карло Баруччи, Марко Перна), лучший звук (Фульгенцио Чеккон), лучшие визуальные эффекты (Джанлука Дентичи, Марко Маццелли, Джузеппе Провиденти).
- 2013 — премия «Серебряная лента» за лучший сценарий (Роберто Андо, Анджело Паскини), а также 5 номинаций: лучший продюсер (Анджело Барбагалло), лучший режиссёр (Роберто Андо), лучший актёр (Валерио Мастандреа), лучший монтаж (Клелио Беневенто), лучшая музыка (Марко Бетта). Кроме того, Тони Сервилло получил специальную премию за свою актёрскую работу.